# 文塞斯勞布拉斯 (米納斯吉拉斯州)
文塞斯劳布拉斯（葡萄牙語：Wenceslau Braz）是巴西米纳斯吉拉斯州的一个市镇。总面积101.986平方公里，总人口2509人，人口密度24.6人/平方公里。